# アイス・ピッキン
『アイス・ピッキン』（Ice Pickin'）は、アメリカ合衆国のブルース・ミュージシャン、アルバート・コリンズが1978年に発表したスタジオ・アルバム。

## 背景
コリンズが新たに契約したレーベル「アリゲーター・レコード」から発売され、以後コリンズは、1980年代末期にヴァージン・レコード傘下のポイントブランクへ移籍するまで、アリゲーターで録音活動を続けた。コリンズの以前の作品はインストゥルメンタルが中心だったが、本作ではコリンズ自身のボーカルにも比重が置かれ、インストゥルメンタルは2曲のみとなった。「Conversation with Collins」は、コリンズが1969年にインペリアル・レコードで録音した曲の再演である。

## 評価
第22回グラミー賞では最優秀エスニック/トラディショナル・レコーディング賞にノミネートされた。
Thom Owensはオールミュージックにおいて満点の5点を付け「彼の演奏のワイルドかつ無軌道な面を、かつてないほど見事に捉えている」「彼の歌は、演奏に匹敵するほどの熱さや力強さはないとはいえ、アルバムの出来を損なってはいない」と評している。ロバート・クリストガウは本作にAマイナスを付け「1978年の最も刺激的なブルース・アルバム」と評している。また、Charles Shaar Murrayは2016年、loudersound.comの記事「Albert Collins Buyer's Guide」において、本作を「必聴盤（完璧なる入門編）」と評している。

## 収録曲
3. 8.はインストゥルメンタル。
1. Honey, Hush! (Talking Woman Blues) (Lowell Fulson, Ferdinand Washington) – 4:28
2. When the Welfare Turns Its Back on You (Lucious Porter Weaver, Sonny Thompson) – 5:26
3. Ice Pick (Albert Collins) – 3:08
4. Cold, Cold Feeling (Jessie Mae Robinson) – 5:19
5. Too Tired (Saul Bihari, Maxwell Davis, Johnny "Guitar" Watson) – 3:01
6. Master Charge (Gwen Collins) – 5:11
7. Conversation with Collins (A. Collins) – 8:51
8. Avalanche (A. Collins) – 2:39

## 参加ミュージシャン
- アルバート・コリンズ - ギター、ボーカル
- ラリー・バートン - ギター
- アレン・バッツ - キーボード
- アーロン・バートン - ベース
- ケイシー・ジョーンズ - ドラムス
- A.C.リード - テナー・サクソフォーン
- チャック・スミス - バリトン・サクソフォーン